# Crocus hyemalis
Crocus hyemalis es una especie de planta fanerógama del género Crocus perteneciente a la familia de las Iridaceae. Es originaria de  Líbano e Israel.

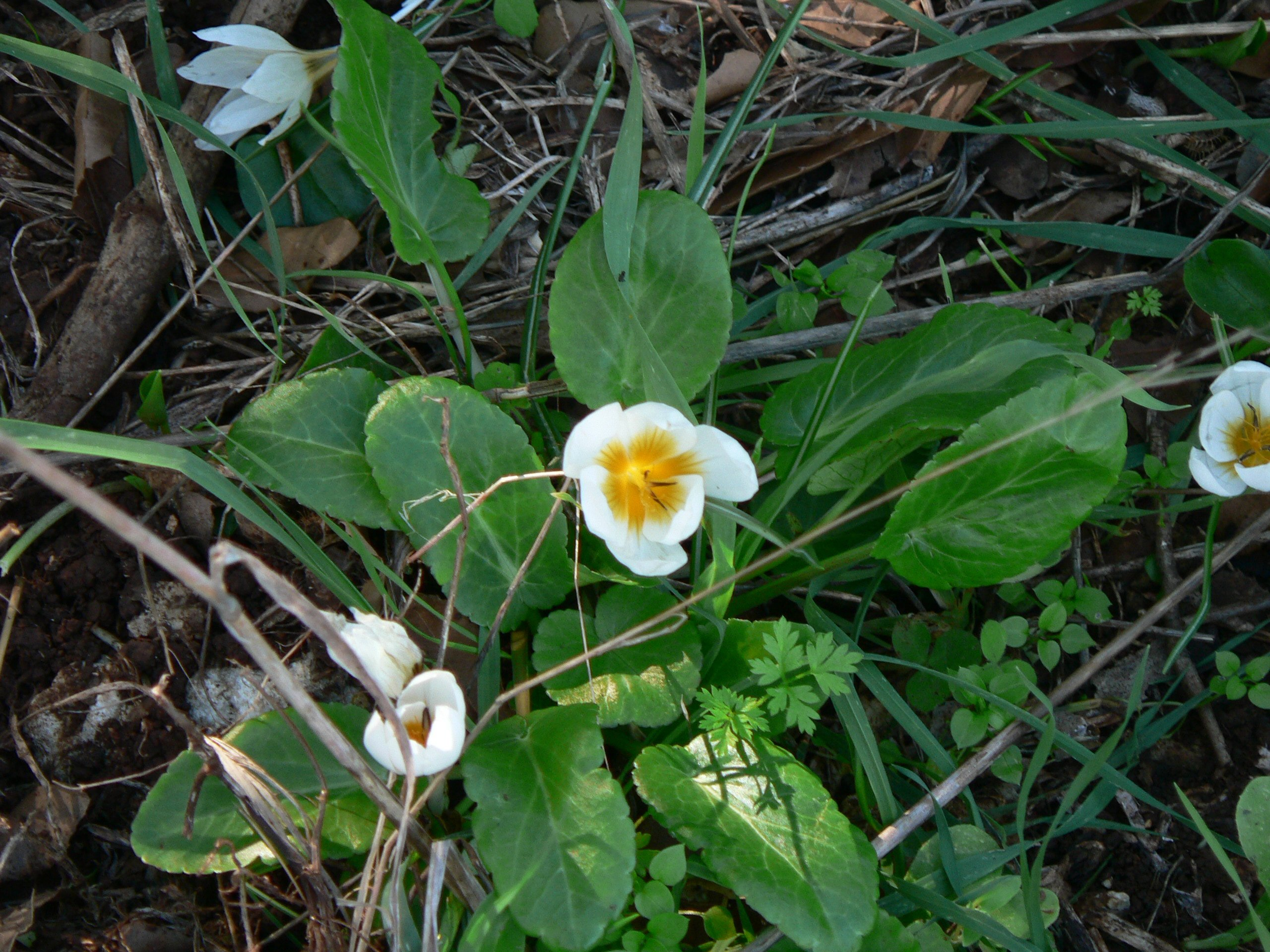
Vista de la planta

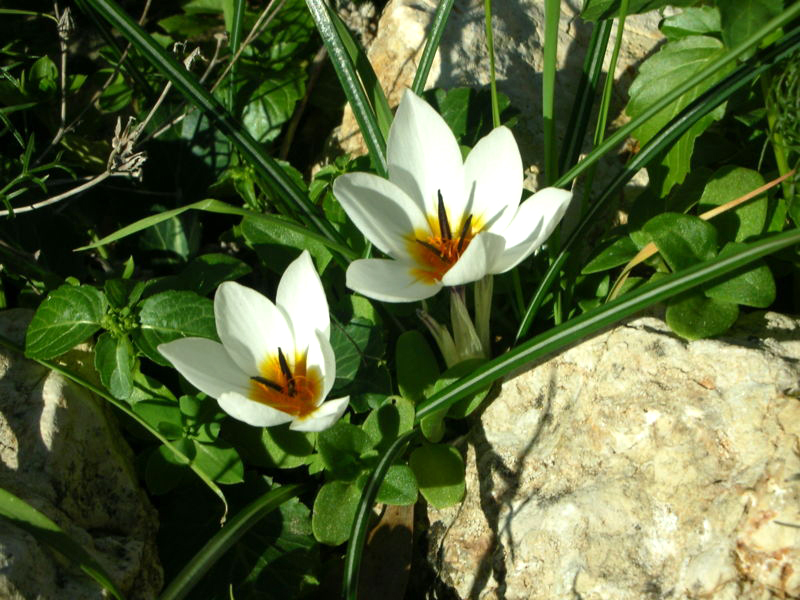
En su hábitat

## Distribución y hábitat
Crocus hyemalis crece en Israel, Palestina y Siria. Puede necesitar protección en climas fríos. Empieza a florecer a mediados de invierno.

## Taxonomía
Crocus hyemalis fue descrita por Boiss. & Blanche y publicado en Diagnoses Plantarum Orientalium Novarum, ser. 2, 4: 93. 1859.
Etimología
Crocus: nombre genérico que deriva de la palabra griega:
κρόκος ( krokos ). Esta, a su vez, es probablemente una palabra tomada de una lengua semítica, relacionada con el hebreo כרכום karkom, arameo ܟܟܘܪܟܟܡܡܐ kurkama y árabe كركم kurkum, lo que significa " azafrán "( Crocus sativus ), "azafrán amarillo" o la cúrcuma (ver Curcuma). La palabra en última instancia se remonta al sánscrito kunkumam (कुङ्कुमं) para "azafrán" a menos que sea en sí mismo descendiente de la palabra semita.
hyemalis: epíteto latíno que significa "del invierno"
Sinonimia
- Crocus hyemalis var. foxii Maw ex Boiss.[7][8]